# Cantonul Firminy
Cantonul Firminy este un canton din arondismentul Saint-Étienne, departamentul Loire, regiunea Rhône-Alpes, Franța.

## Comune
| Comune                  | Populație (1999) | Cod poștal | Cod INSEE |
| ----------------------- | ---------------- | ---------- | --------- |
| Çaloire                 | 273              | 42240      | 42031     |
| Firminy                 | 19.297           | 42700      | 42095     |
| Fraisses                | 3.939            | 42490      | 42099     |
| Saint-Paul-en-Cornillon | 1.304            | 42240      | 42270     |
| Unieux                  | 8.339            | 42240      | 42316     |